# Diamond (Rebsorte)
Diamond ist eine Weißweinsorte. Im Jahr 1870 (andere Quellen sprechen vom Jahr 1885) entstand in Brighton (Monroe County) im Bundesstaat New York durch Jacob Moore die Kreuzung zwischen den Rebsorten Concord und Iona. Rebflächen sind in den Vereinigten Staaten auch heute bekannt (→ Weinbau in Pennsylvania, → Weinbau in New York, → Weinbau in Missouri, → Weinbau in Illinois, → Weinbau in New Hampshire) mit den Herkunftsbezeichnungen Cayuga Lake AVA, Finger Lakes AVA, Lake Erie AVA und Niagara Escarpment AVA.
Da es sich somit um eine Hybridrebe handelt, ist sie für Qualitätsweine gemäß EU-Bestimmungen nicht zugelassen. 
Durch Kreuzung der Sorten Muscat de Hambourg und Diamond entstand später die Neuzüchtung Golden Muscat. An der Cornell University in Geneva (dem  New York State Agricultural Experiment Station, Department of Pomology and Viticulture, also dem Rebenzüchtungs-Institut im Bundesstaat New York) entstand die Rebsorte Ontario durch Kreuzung von Winchell und Diamond. Über eine Zwischenstufe ging Diamond auch in die Kreuzung von Melody ein.
Siehe auch den Artikel Weinbau in den Vereinigten Staaten  sowie die Liste von Rebsorten.
Abstammung: Concord × Iona

## Ampelographische Sortenmerkmale
In der Ampelographie wird der Habitus folgendermaßen beschrieben:
- Die walzenförmige Traube ist meist geschultert, mittelgroß und recht dichtbeerig. Die rundlichen Beeren sind mittelgroß und von goldgelber Farbe. Die Schale der Beere ist dickwandig, das Fruchtfleisch saftig und der Geschmack verfügt über den typischen Fox-Ton amerikanischer Rebsorten.

## Synonyme
Die Rebsorte Diamond ist unter den Namen Diamond blanc, Diamond White und Moore’s Diamond bekannt.